# Molpis (escriptor)
Molpis (en grec Μολπίς) fou un escriptor i geògraf grec.
Va ser l'autor d'un llibre sobre la constitució i els costums dels lacedemonis (és a dir d'Esparta) sota el títol  Λακεδαιμονίων πολιτεία. Aquesta obra és esmentada per Ateneu de Naucratis (4. p. 140, 14. p. 664), però no es conserva.